# جوني جيمسون
جوني جيمسون (بالإنجليزية: Johnny Jameson)‏ مواليد 11 مارس 1958 في بلفاست، هو لاعب كرة قدم أيرلندي شمالي سابق كان يلعب كلاعب وسط. سبق له أن لعب في كأس العالم لكرة القدم مع منتخب بلاده.

## المسيرة الاحترافية

### أندية لعب لها
- نادي بانغور
- هدرسفيلد تاون
- نادي لينفيلد
- غلينتوران

## روابط خارجية
- جوني جيمسون على موقع قاعدة بيانات كرة القدم.إي يو (الإنجليزية)
- جوني جيمسون على موقع عالم كرة القدم.نت (الإنجليزية)